# سباستین سوله

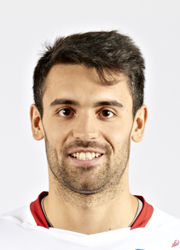
سباستین سوله - ۲۰۱۶

سباستین سوله (متولد ۲۱ ژوئن ۱۹۹۱ در روزاریو) والیبالیست اهل آرژانیتن، بازیکن تیم ملی والیبال آرژانتین و باشگاه ترنتینو ایتالیا است.
سوله سابقه عضویت در باشگاه های روزاریو ساندر و بولیوار را در کارنامه خود دارد. سوله از سال ۲۰۰۹ پس از درخشش در تیم ملی نوجوانان و جوانان به تیم ملی بزرگسالان آرژانیتن دعوت شد. سوله در جام جهانی والیبال ۲۰۱۵ درخشید و به عنوان بهترین مدافع مسابقات انتخاب شد.